# 1799 Koussevitzky
Az 1799 Koussevitzky (ideiglenes jelöléssel 1950 OE) a Naprendszer kisbolygóövében található aszteroida. Az Indianai Egyetem fedezte fel 1950. július 25-én.